# Peter Hald
Peter Fredrik Edward Hald, född 16 december 1940 i Kalmar, är en svensk regissör och filmproducent.

## Filmografi
Producent (urval)
- 1987 – Hästens öga (TV-serie)
- 1987 – Sommarkvällar på jorden
- 1988 – Enkel resa
- 2015 – Bron (TV-serie)

Regi
- 1979 – Repmånad
- 1980 – Prins Hatt under jorden
- 1980 – Sällskapsresan
- 1985 – Sällskapsresan 2 - Snowroller